# Kateryniwka (obwód czerkaski)
Kateryniwka (ukr. Катеринівка) – wieś na Ukrainie, w obwodzie czerkaskim, w rejonie czerkaskim. W 2001 liczyła 541 mieszkańców, wśród których 524 jako ojczysty język wskazało ukraiński, a 17 rosyjski.